# Ahsoka Tano
Ahsoka Tano este un personaj fictiv din universul Star Wars. Este un jedi padawan, iar maestrul său este Anakin Skywalker. Aparține speciei Togruta, iar planeta de pe care provine se numește Shili. În 2023 a apărut serialul Ahsoka, care în prezent este în desfășurare.

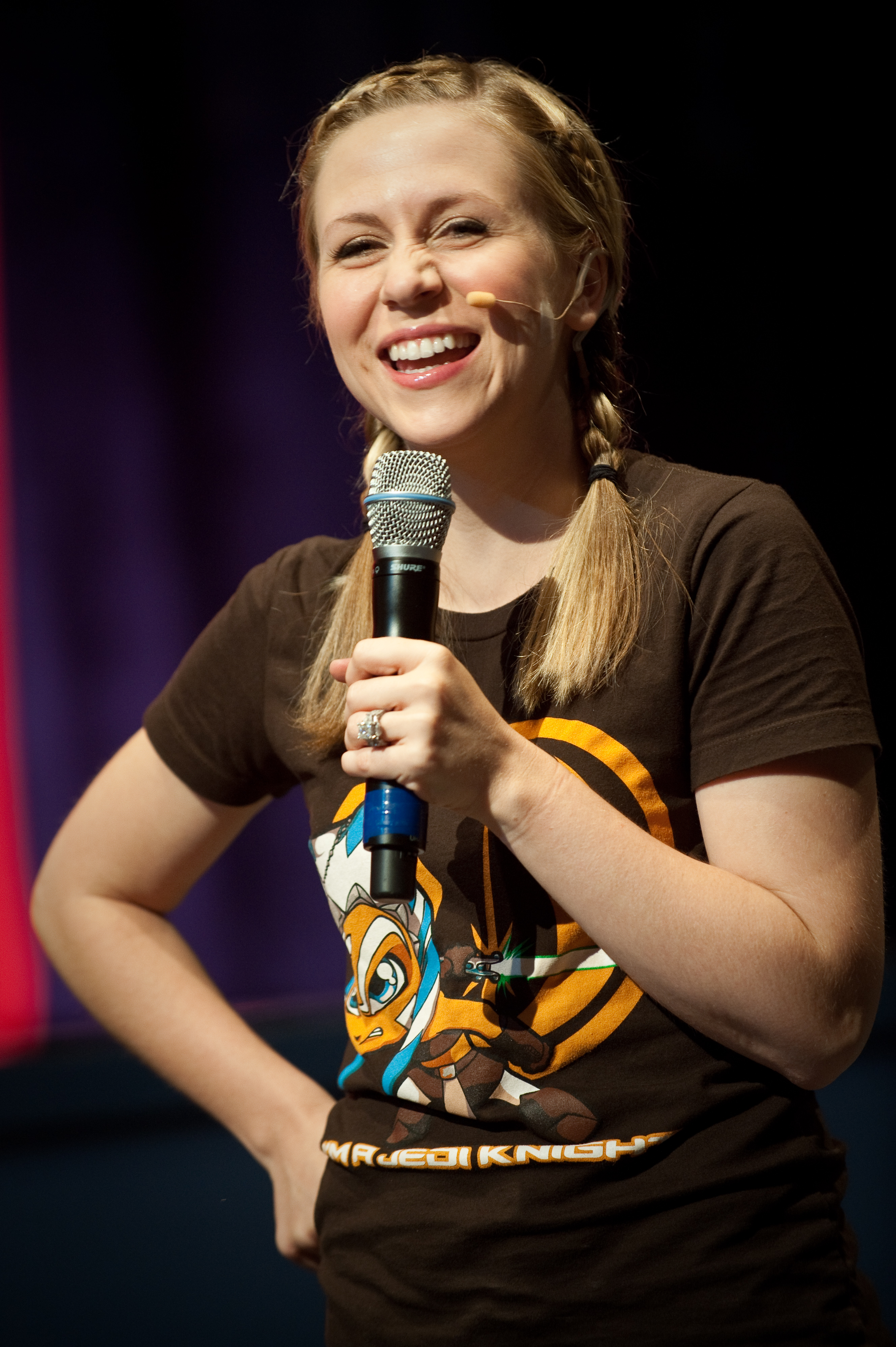
Ashley Eckstein, vocea lui Ahsoka Tano din Star Wars: Războiul clonelor.

1. ↑  Internet Movie Database, accesat în 12 decembrie 2020
2. ↑  Internet Movie Database, accesat în 12 decembrie 2020